# Protestantische Kirche (Orbis)
Die Protestantische Kirche ist ein Kirchengebäude der Evangelischen Kirche der Pfalz in der Ortsgemeinde Orbis im Donnersbergkreis.

## Geschichte
Die heutige Protestantische Kirche war ursprünglich dem heiligen Simon Petrus geweiht und unterstand dem Kloster Rothenkirchen. Der romanische Chorturm im Osten entstand im 13. Jahrhundert und besitzt in seinem Inneren ein Kreuzrippengewölbe mit Laubwerkkapitellen. Das Kirchenschiff entstand vermutlich nach 1629. Es besitzt im Westen ein prächtiges romanisches Stufenportal, das im Stil dem Westchor des Wormser Doms sowie dem Nordportal von St. Andreas in Worms ähnelt. Der Orgelprospekt in der Kirche entstand um 1725.